# Ignoramus et ignorabimus
Ignoramus et ignorabimus (с лат. — «не знаем и не узнаем») — ставшее крылатым выражение из доклада Эмиля Дюбуа-Реймона «О пределах познания природы». Смысл выражения заключается в том, что по мнению Дюбуа-Реймона, мы никогда не перейдём положенной человеческому духу границы познания природы. Иногда приводится в сокращённом виде: ignorabimus (с лат. — «знать не будем»).

## Семь мировых загадок
Эмиль Дюбуа-Реймон использовал фразу ignoramus et ignorabimus при обсуждении того, что он назвал семью «загадками мира», в знаменитой речи, произнесенной в 1880 году в Лейбницевском заседании Берлинской Академии Наук. По словам ученого, ни наука, ни философия не могли объяснить следующие явления, потому что они «трансцендентны»:
1. Сущность и сила материи (материя в физике);
2. Возникновение движения (возникновение Вселенной);
3. Первое появление жизни (возникновение жизни);
4. Вопрос об осмысленности и целесообразности природы (телеология);
5. Возникновение простейшего ощущения и сознания (трудная проблема сознания);
6. Разумное мышление и возникновение тесно с ним связанной речи (Психофизиологическая проблема);
7. Вопрос о свободе воли[4].

## Дискуссия
Выражение породило многочисленные споры. Своё несогласие с этой максимой выразил математик Давид Гильберт в своём выступлении по радио в Кёнигсберге 8 сентября 1930 годa:

Не надо верить тем, кто сегодня с философической миной и тоном превосходства пророчит закат культуры, и впадать в игнорабимус. Нет для нас, математиков, никакого игнорабимус, и, по моему убеждению, нет и для естественных наук вообще. Вместо дурацкого игнорабимус провозгласим наш контр-лозунг:
Мы должны знать — мы будем знать!
Оригинальный текст (нем.)Wir dürfen nicht denen glauben, die heute mit philosophischer Miene und überlegenem Tone, den Kulturuntergang prophezeien, und sich in dem Ignorabimus gefallen. Für uns gibt es kein Ignorabimus, und, meiner Meinung nach, auch für die Naturwissenschaft überhaupt nicht. Statt des törichten Ignorabimus, heiße im Gegenteil unsere Losung:

Wir müssen wissen — wir werden wissen!